# Velsen (Warendorf)
Velsen war bis 1969 eine Gemeinde im damaligen Kreis Warendorf in Nordrhein-Westfalen. Ihr Gebiet gehört heute zur Stadt Warendorf.

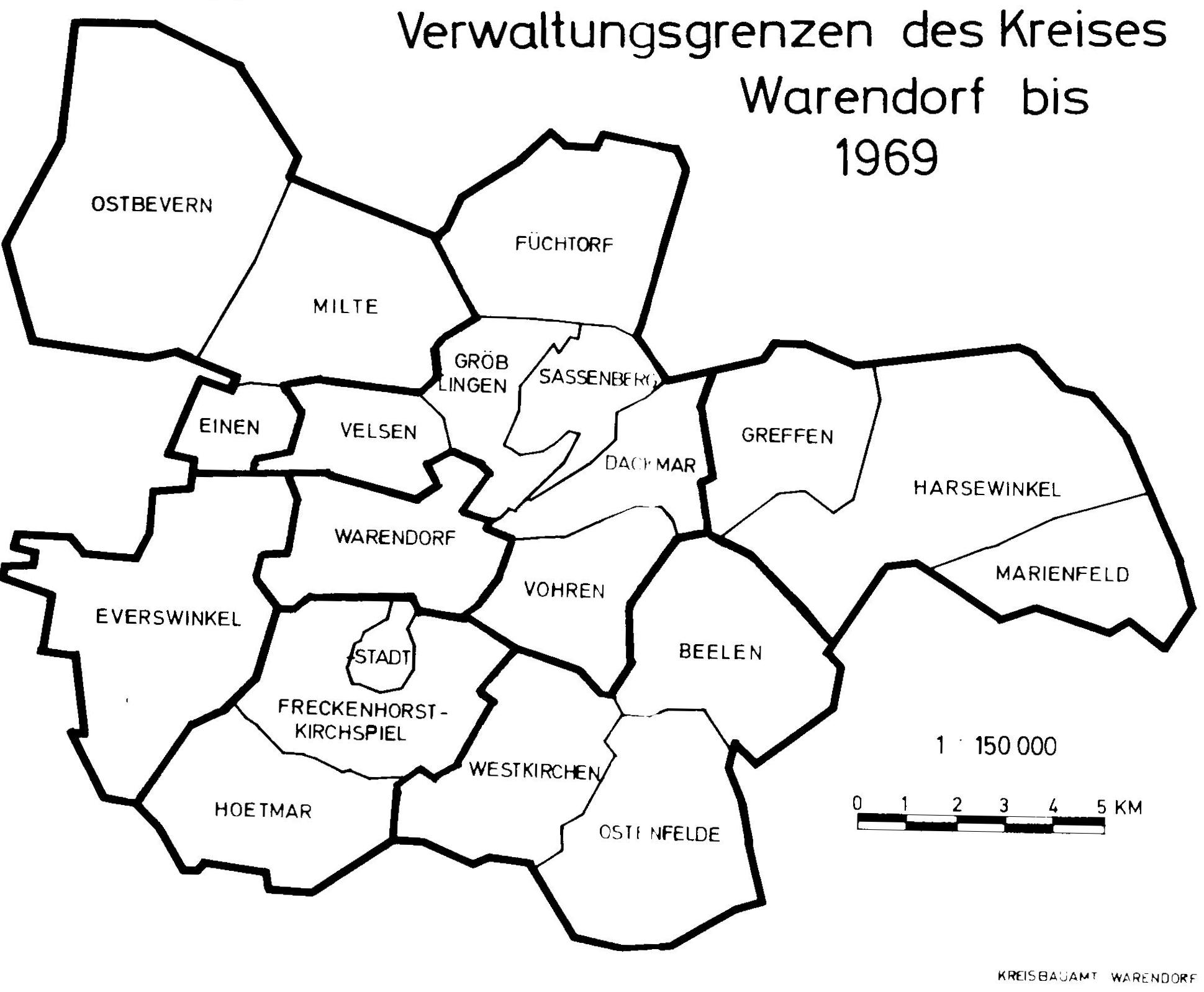
Gemeindegliederung des Kreises Warendorf (1968)

## Geografie
Die Gemeinde Velsen besaß zuletzt eine Fläche von 14,3 km². Sie hatte keinen dörflichen Siedlungskern, sondern bestand aus den einzelnen Höfen einer Bauerschaft.

## Geschichte
Velsen war eine alte Bauerschaft im Kirchspiel Altwarendorf, das nach der Napoleonischen Zeit zunächst zur Bürgermeisterei Sassenberg im 1816 gegründeten Kreis Warendorf gehörte. Mit der Einführung der Westfälischen Landgemeindeordnung wurde Velsen 1844 zu einer Gemeinde im Amt Sassenberg.
Durch das Gesetz zur Neugliederung von Gemeinden des Landkreises Warendorf wurde Velsen zum 1. Juli 1969 in die Stadt Warendorf eingemeindet.

## Einwohnerentwicklung
| Jahr            | Einwohner |
| --------------- | --------- |
| 1858            | 350       |
| 1871            | 303       |
| 1885            | 305       |
| 1895            | 325       |
| 1910            | 370       |
| 1925            | 437       |
| 1939            | 399       |
| 1946            | 0594      |
| 1950            | 625       |
| 1969 (30. Jun.) | 586       |